# Clemens Heselhaus
Clemens Heselhaus (* 18. Juli 1912 in Burlo; † 2. Januar 2000 in Pohlheim) war ein deutscher Germanist und Literaturwissenschaftler.

## Leben und Wirken
Clemens Heselhaus besuchte Schulen in Recklinghausen und Münster und legte 1932 das Abitur ab. Anschließend studierte er Germanistik, Geschichte, Kunstgeschichte und Philosophie an den Universitäten München und Münster. Zwischenzeitlich leistete er 1935 Reichsarbeitsdienst. 1938 war er Lehrer in Paris.
Clemens Heselhaus gehörte ab 1933 der SA an und trat zum 1. Mai 1937 der NSDAP bei (Mitgliedsnummer 6.989.879). Für die NSDAP-Auslandsorganisation war er Schulungsleiter in Livorno und in Mailand.
1939 wurde er an der Universität Münster mit einer Arbeit über den Roman Die durchlauchtige Syrerin Aramena von Herzog Anton Ulrich zum Dr. phil. promoviert. 1940 habilitierte er sich mit einer Arbeit über Annette von Droste-Hülshoff. Von 1941 bis 1942 war er an der Universität Pisa und danach bis 1943 an der Universität Mailand Lektor für Deutsche Sprache. Während einer Tätigkeit für eine Behörde der deutschen Wehrmacht in Naumburg legte er 1944 an der Universität Halle eine Lehrprobe ab und wurde im August 1944 zum Dozenten für Neuere Deutsche Sprache und Literatur berufen. Im Oktober 1944 wurde er kriegsdienstverpflichtet.
Nach dem Zweiten Weltkrieg war er an der Universität Münster zunächst unbezahlter Assistent von Benno von Wiese. 1946 wurde er Dozent und 1952 außerplanmäßiger Professor. 1961 wurde er als Ordentlicher Professor auf den Lehrstuhl für Deutsche Sprache und Literatur an die Universität Gießen berufen. 1966/1967 war er Rektor der Universität Gießen. 1980 wurde er emeritiert.
Clemens Heselhaus wurde vor allem bekannt durch seine Arbeiten über und die Herausgabe von Werken von Annette von Droste-Hülshoff. Für die Annette von Droste-Gesellschaft gab er zwischen 1947 und 1972 die Bände I bis V des Jahrbuches der Droste-Gesellschaft heraus. Außerdem gab er Werke von Gottfried Keller und Christian Morgenstern heraus.

## Schriften
- Anton Ulrichs Aramena. Dissertation. Universität Münster 1939. Triltsch, Würzburg 1939, DNB 580172899.
- Annette von Droste-Hülshoff. Die Entdeckung des Seins in der Dichtung des neunzehnten Jahrhunderts. Habilitationsschrift. Universität Münster 1940. Niemeyer, Halle (Saale) 1943,DNB 580921549.
- Der Lebensweg Annettes von Droste-Hülshoff (1797–1848). Annette von Droste-Gesellschaft, Münster 1947, DNB 573778841.
- Annette und Levin. Zur Jahrhundertfeier der Droste. Meersburg 24. Mai 1948. Aschendorff, Münster 1948, DNB 451986555.
- Annette Droste. Das Leben einer Dichterin. Aschendorff, Münster 1951, DNB 451986563. 7. Auflage 1986, ISBN 978-3-402-03700-3.
- Deutsche Lyrik der Moderne. Von Nietzsche bis Yvan Goll. Bagel, Düsseldorf 1961, DNB 451986598.
- Annette von Droste-Hülshoff. Bagel, Düsseldorf 1971, ISBN 978-3-513-02119-9.

Herausgaben und Bearbeitungen
- Annette von Droste-Hülshoff. Erzählende Dichtungen. Mit einem Nachwort von Clemens Heselhaus. Scherpe, Krefeld 1948.
- Annette von Droste-Hülshoff. Eine Auswahl. Hanser, München 1948.
- Annette von Droste-Hülshoff. Bei uns zu Lande auf dem Lande. Mit einem Nachwort von Clemens Heselhaus. Scherpe, Krefeld 1948.
- Annette von Droste-Hülshoff. Werke. In einem Band. Hanser, München 1950. Neuausgaben: Harenberg, Dortmund 1982. Hanser, München 1984, ISBN 978-3-446-14043-1. DTV, München 1995, ISBN 978-3-423-02380-1.
- Annette von Droste-Hülshoff. Sämtliche Werke. Hanser, München 1952. 3. Auflage: WBG, Darmstadt 1960.
- Annette von Droste-Hülshoff. Ausgewählte Werke. Hanser, München 1952.
- Annette von Droste-Hülshoff. Die Judenbuche. Velhagen & Klasing, Bielefeld 1954.
- Die Lyrik des Expressionismus. Voraussetzungen, Ergebnisse und Grenzen, Nachwirkungen. Niemeyer, Tübingen 1956.
- Gottfried Keller. Sämtliche Werke und ausgewählte Briefe. 3 Bände. Hanser, München 1956–1958.
- Annette von Droste-Hülshoff. Der Spiritus familiaris des Rosstäuschers. Aschendorff, Münster 1957.
- mit Richard Alewyn, Hans-Egon Hass: Gestaltprobleme der Dichtung. Günther Müller zu seinem 65. Geburtstag. Bouvier, Bonn 1957.
- Gottfried Keller. Werke. 2. Bände. Harenberg, Dortmund 1982.
- Gottfried Keller. Der grüne Heinrich. DTV, München 1997, ISBN 978-3-423-12373-0. Neuauflage 2007.
- Christian Morgenstern. Gesammelte Werke. 4 Bände. Seehamer, Weyarn 1998.